# Apalit
Apalit (Bayan ng Apalit) är en kommun i Filippinerna. Kommunen ligger på ön Luzon, och tillhör provinsen Pampanga. Folkmängden uppgår till 78 295 invånare.
Apalit är indelat i 12 barangayer.